# Sven Mikser

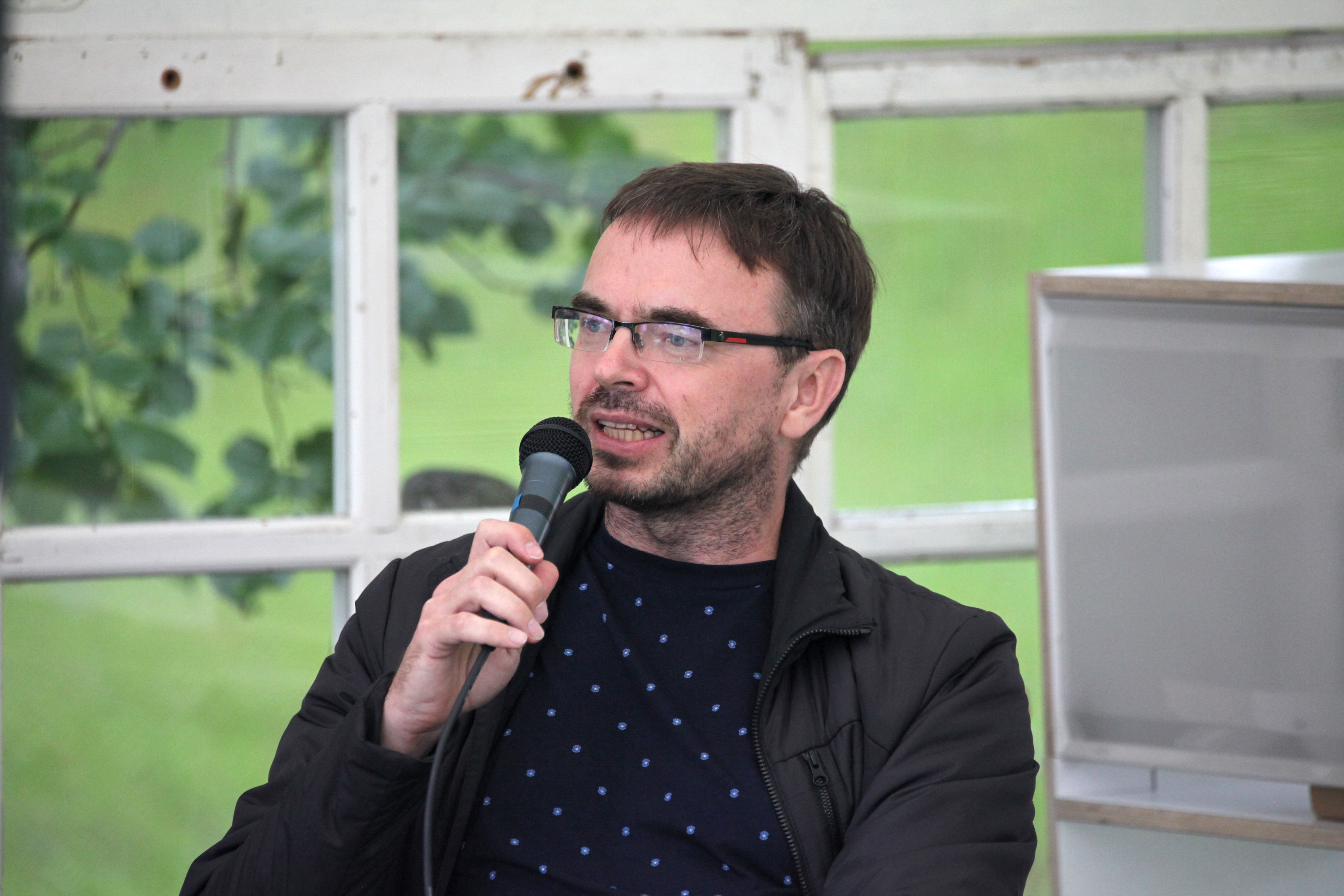
Sven Mikser (2021)

Sven Mikser, född 8 november 1973 i Tartu, är en estnisk politiker och EU-parlamentariker, tillhörande Socialdemokratiska partiet. Från 2016 till 2019 var han Estlands utrikesminister i regeringen Ratas.
Mikser var 2002–2003 försvarsminister i Siim Kallas regering, då som medlem av Estniska centerpartiet, men representerar sedan 2005 socialdemokraterna. Han var partiledare för Socialdemokratiska partiet från 16 oktober 2010 till 30 maj 2015, och var 2014–2015 åter försvarsminister i Taavi Rõivas regering.
Sedan 2019 är Mikser ledamot i Europaparlamentet, och är vice ordförande för delegationen för förbindelserna med Natos parlamentariska församling. Dessutom är han ledamot i utskottet för utrikesfrågor, underutskottet för säkerhet och försvar och delegationen till den parlamentariska församlingen Euronest. Han är även suppleant för utskottet för den inre marknaden och konsumentskydd, utskottet för framställningar, delegation till den parlamentariska partnerskapsförsamlingen EU‒Förenade kungariket och delegationen till den parlamentariska samarbetskommittén EU–Ukraina.